# Szabados György (történész)
Szabados György (Budapest, 1971. december 25.– ) magyar történész, a székesfehérvári Szent István Király Múzeum tanácsadója, a Siklósi Gyula Várostörténeti Kutatóközpont történésze és a László Gyula Kutatóközpont Archiválva 2021. május 13-i dátummal a Wayback Machine-ben igazgatója.

## Élete
1990-ben érettségizett a Budapesti Toldy Ferenc Gimnáziumban. Magyar–történelem szakon szerzett tanári diplomát a József Attila Tudományegyetemen 1995-ben. Szegeden végezte a medievisztika PhD–programot 2001-ben, majd 2003-ban “summa cum laude” minősítéssel védte meg doktori disszertációját. Témavezetője Makk Ferenc egyetemi tanár volt.
1999-2017 között az MTA–SZTE Magyar Medievisztikai Kutatócsoport (2012-től MTA–HIM–SZTE–MOL Magyar Medievisztikai Kutatócsoport) tagjaként dolgozott, 2004-től tudományos főmunkatársként. 2017-ben a Szent István Király Múzeum történész tanácsadója lett, emellett 2018-ban a Siklósi Gyula Várostörténeti Kutatóközpont történésze, valamint a László Gyula Kutatóközpont és Archívum igazgatója.
Fő kutatási iránya az őstörténet és Árpád-kori magyar történelem: politika- és hadtörténet; közösségszervező erők (állam, nép, nemzet fogalma) korai történelmünkben; Magyar historiográfia XI–XVIII. század, különös tekintettel a középkorkutatás fejlődésére.

## Díjak, kitüntetések
- 2004 Akadémiai Ifjúsági Díj
- 2006 Kristó Gyula-díj
- 2009 Élet és Tudomány – OTKA közös cikkismertető pályázata III. díj
- 2016 A Magyar Érdemrend lovagkeresztje

## Munkássága
Szabados György publikációs listája megtekinthető a Magyar Tudományos Művek Tára adatbázisában.

Monográfiák, tanulmánykötetek
- 2006 A magyar történelem kezdeteiről. Az előidő-szemlélet hangsúlyváltásai a XV–XVIII. században.  Budapest: Balassi Kiadó. 246 o.
- 2011 Magyar államalapítások a IX–XI. században. Előtanulmány a korai magyar állam történelmének fordulópontjairól.  Szeged: Szegedi Középkorász Műhely. 416 o.

Szerkesztett kötetek
- 2000 „Magyaroknak eleiről” Ünnepi tanulmányok a hatvanesztendős Makk Ferenc tiszteletére. Szerkesztette Piti Ferenc. Szerkesztőtárs Szabados György. Szeged: Szegedi Középkorász Műhely. 728 o.
- 2010 „Fons, skepsis, lex” Ünnepi tanulmányok a 70 esztendős Makk Ferenc tiszteletére. Szerkesztette: Almási Tibor – Révész Éva – Szabados György. Szeged: Szegedi Középkorász Műhely. 508 o.
- 2012 Középkortörténeti tanulmányok 7. A VII. Medievisztikai PhD-konferencia (Szeged, 2011. június 1–3.) előadásai. Szerkesztette: Kiss P. Attila – Piti Ferenc – Szabados György. Szeged: Szegedi Középkorász Műhely. 572 o.
- 2017 Shamanhood and Mythology. Archaic Techniques of Ecstasy and Current Techniques of Research. In Honour of Mihály Hoppál celebrating his 75th Birthday. Edited by Attila Mátéffy and György Szabados. With the assistance and proofreading of Tamás Csernyei. Budapest: Hungarian Association for the Academic Study of Religions. 552 o.

Szaklektor
- 2014 Nemzeti Nagyvizit. I. kötet. Szerkesztő: Kásler Miklós. Szerkesztőbizottság: Földesi Margit, történelmi szerkesztő, Kővári Péter, koordinátor szerkesztő, Szabados György, szaklektor. Tudományos munkatárs: Nyári Gábor. Budapest: Kairosz Kiadó. 340 o.
- 2015 Nemzeti Nagyvizit. 2. kötet. Szerkesztő: Kásler Miklós. Szerkesztőbizottság: Földesi Margit, történelmi szerkesztő, Kővári Péter, koordinátor szerkesztő, Szabados György, szaklektor. Tudományos munkatárs: Nyári Gábor. Budapest: Kairosz Kiadó. 296 o.

Tanulmányok
1. Szabados György: Szlavón bánok (szócikk). Kristó Gyula főszerk.: Korai magyar történeti lexikon. Budapest, 1994. 649–650.
2. Szabados György: Árpád írói. Tiszatáj 52 (1998)/1. Diákmelléklet. 1–19.
3. Szabados György: Bizantinológiánk jezsuita kezdetei. Acta Historica. Tomus CVII. Szeged, 1998. 53–61.
4. Szabados György: A krónikáktól a Gestáig – Az előidő-szemlélet hangsúlyváltásai a 15–18. században. Irodalomtörténeti Közlemények 102 (1998). 615–641.
5. Szabados György: III. Béla király. Rubicon 10 (1998)/9–10. 34–35.
6. Szabados György: Imre és András. Századok 133 (1999). 85–111.
7. Szabados György: Csokonai és Anonymus. Szajbély Mihály szerk.: Mesterek, tanítványok. Ünnepi tanulmánykötet a hetvenéves Csetri Lajos tiszteletére. Budapest, 1999. 137–150.
8. Szabados György: Imre király életidejéről. Acta Historica. Tomus CX. Szeged, 1999. 11–20.
9. Szabados György: Imre, Bulgária királya. Homonnai Sarolta – Piti Ferenc – Tóth Ildikó szerk.: Tanulmányok a középkori magyar történelemből. Az I. Medievisztikai PhD-konferencia előadásai. Szeged, 1999. 115–120.
10. Szabados György: III. Béla. Rácz Árpád szerk.: Nagy Képes Millenniumi Arcképcsarnok. 100 portré a magyar történelemből.Budapest, 1999. 10–11.
11. Szabados György: Szer és ország – Árpád előtt és után (könyvismertetés). Tiszatáj 53 (1999)/4. 81–87.
12. Szabados György: Az írott kútfők szerepe és forráskiadványaink lehetőségei a középkori magyar marhatenyésztés kutatásában. Bodó Imre szerk.: A magyar szürke marha eredete. Vitaülés. Bugacpuszta, 2000. November 23–24. 17–20.
13. Szabados György: Egy elmaradt keresztes hadjáratról. Magyar–szentszéki kapcsolatok 1198–1204 között. „Magyaroknak eleiről.” Ünnepi tanulmányok a hatvanesztendős Makk Ferenc tiszteletére. Szerkesztette Piti Ferenc, szerkesztőtárs Szabados György. Szeged, 2000. 473–492.
14. Szabados György: A ménfői csata. Rácz Árpád szerk.: Nagy Képes Millenniumi Hadtörténet. 1000 év a hadak útján. Budapest, 2000. 25.
15. Szabados György: Az Esztergomi Érsekség Okmánytárának új kötetéről (könyvismertetés). Aetas 15 (2000)/1–2. 328–331.
16. Szabados György: Egy Imre-kori adománylevél fennmaradásáról. Acta Historica CXV. Szeged, 2001. 3–11.
17. Szabados György: „Elfeledett” hadjáratok? (könyvismertetés). Aetas 16 (2001)/2. 216–219.
18. Szabados György: Gróf Révay József megértéséről (könyvismertetés). Hitel 14 (2001)/8. 106–112.
19. Szabados György: Imre király házassága, aranybullája. Századok 136 (2002). 341–350.
20. Szabados György: Pillantások Csíksomlyóra. Hitel 15 (2002)/5. 79–82.
21. Szabados György: Október hatodika és a Szent Korona. Hitel 15 (2002)/10. 55–56.
22. Szabados György: Imre király történelmi emlékezete a XIII–XVIII. században. Acta Historica CXVII. Szeged, 2003. 27–42.
23. Szabados György: Kalojan, egy „román nemzeti hős” – Birodalmi tudat a formálódó Második Bolgár Cárságban. Weisz Boglárka szerk.: Középkortörténeti tanulmányok. Szeged, 2003. 139–150.
24. Szabados György: Vid ispán. Szentpéteri József szerk.: Szürke eminenciások a magyar történelemben. Budapest, 2003. 6–7.
25. Szabados György: Belos bán. Szentpéteri József szerk.: Szürke eminenciások a magyar történelemben. Budapest, 2003. 8–9.
26. Szabados György: Lukács esztergomi érsek. Szentpéteri József szerk.: Szürke eminenciások a magyar történelemben. Budapest, 2003. 10–13.
27. Szabados György: Katona István: A kalocsai érseki egyház története I. (könyvismertetés). Irodalomtörténeti Közlemények 107 (2003) 345–349.
28. Szabados György: Erdély első századairól (könyvismertetés). Tiszatáj 57 (2003)/8. 93–97.
29. Szabados György: A magyar honvédelem a német háborúk idején 1030–1052. Frisnyák Sándor – Csihák György szerk.: Gyepűk, várak, erődítmények és egyéb honvédelmi létesítmények a Kárpát-medencében (895–1920). Nyíregyháza–Zürich, 2004. 35–45.
30. Szabados György: Párhuzamos gondolatok Attiláról, Szent Istvánról. Aetas 19 (2004)/2. 130–139.
31. Szabados György: Madéfalvi veszedelem – eseményvázlat és háttér. Hitel 17 (2004)/1. 68–74.
32. Szabados György: Hadtörténetünk első századairól (könyvismertetés). Szeged 2004/2. 33–34.
33. Szabados György: Szent István királysága és a Német-Római Császárság. Tiszatáj 58 (2004)/8. 43–46.
34. Szabados György: A rossz keresztes. Nyolcszáz éve halott Árpád-házi Imre. Magyar Nemzet 2004. november 27. 36.
35. Szabados György: Aragóniai Konstancia, az első magyar házassági szerződés királynéja. Acta Historica CXXII. Szeged, 2005. 31–41.
36. Szabados György: Imre király emlékezete. Valóság 48 (2005)/6. 33–49.
37. Szabados György: Vereség háttér nélkül? Augsburg, 955. Hitel 18 (2005)/8. 24–30.
38. Szabados György: Kristó Gyula publikációi. Aetas 20 (2005)/4. 160–181. (Kristó Gyula kézirati hagyatéka alapján)
39. Szabados György: Párhuzamos gondolatok Attiláról és Szent Istvánról. Bene Sándor szerk.: „Hol vagy, István király?” A Szent István-hagyomány évszázadai. Budapest, 2006. 177–188.
40. Szabados György: A XVIII. századi magyar történetírás jezsuita megújítói. Szolnoki Tudományos Közlemények X. Szolnok, 2006. (CD-ROM)
41. Szabados György: A kettős állampolgárság ügye a világhálón. Hitel 19 (2006)/1. 30–42.
42. Szabados György: Katona István (szócikk). Kőszeghy Péter főszerk.: Magyar Művelődéstörténeti Lexikon. Középkor és kora újkor V. Budapest, 2006. 234–236.
43. Szabados, György: Fountain of renewal – The roots of the critical Hungarian historiography in the 17th century (abstract). Szörényi László ed. Varietas Gentium – Communis Latinitas. XIII. International Congress for Neo-Latin Studies. 6–12. August 2006. Budapest. Budapest, 2006. 124–125.
44. Szabados György: „Gyomlálj… és ültess” Új monográfia III. Ince pápáról (könyvismertetés). Aetas 21 (2006)/2–3. 301–304.
45. Szabados, György: Latin, as a language of the sciences in Hungary during the 18th century (abstract). Collected Abstracts of the Symposium on Language of Sciences in the Time of Linnaeus. Uppsala, 2007. 77–79.
46. Szabados György: Az „Árpád-sáv” évszázadairól. Szabad Ötletek. 2007. április–május, IV. évfolyam 4. szám. 8.
47. Szabados György: A régi magyar taktika Árpád-kori írott kútfőkben. A steppei eredetű harci műveltség nyomai és megjelenítése a XIII. század végéig. Hadtörténelmi Közlemények 120 (2007). 475–500.
48. Szabados György: Írott források az 1050–1116 közötti magyar történelemről (könyvismertetés). Századok 141 (2007). 1034–1036.
49. Szabados György: Árpád fejedelem – történet és emlékezet. Magyar Tudomány 2007/11. 1428–1438.
50. Szabados György: Báthory István egyetemalapításáról. Acta Historica CXXVII. Szeged, 2007. 85–97.
51. Szabados György: A szegedi Magyar Medievisztikai Kutatócsoportról. Tiszatáj 61 (2007)/12. 55–63.
52. Szabados György: 907 emlékezete. Tiszatáj 61 (2007)/12. 64–70.
53. Szabados György: Új szempont a turulmonda értelmezéséhez. Hitel 20 (2007)/12. 105–110.
54. Szabados György: „Árpád-házi” „szent” királyunk Aba Sámuel. Révész Éva – Halmágyi Miklós szerk.: Középkortörténeti tanulmányok 5. Szeged, 2007. 151–158.
55. Szabados György: A 12. századi magyar hadtörténet forrásproblémáiból. Aetas 22 (2007)/4. 153–160.
56. Szabados György: A megújhodás kútfője. A kritikai magyar történetírás XVII. századi előzményei. Szörényi László – Lázár István Dávid szerk.: Varietas Gentium – Communis Latinitas. A XIII. Neolatin Világkongresszus (2006) szegedi előadásai. Szeged, 2008. 123–128.
57. Szabados György: Árpád fejedelemtől Árpád vezérig. Az emlékezet formálódása a 11–19. században. História 2008/2. 19–20.
58. Szabados György: Otrokocsi Fóris Ferenc: (szócikk). Kőszeghy Péter főszerk.: Magyar Művelődéstörténeti Lexikon. Középkor és kora újkor VIII. Budapest, 2008. 419–421.
59. Szabados György: Katona István történetírói időszerűségéről. Irodalomtörténeti Közlemények 112 (2008). 679–699.
60. Szabados, György: Sobáš krála Imricha: Prvá predmanželská zmluva v Uhorsku. Hutka, Miroslav – Zmátlo, Peter ed.: Ružomberský Historický Zborník II. Ružomberok [Rózsahegy], 2008. 35–49.
61. Szabados György: Koppány – a megismerhetetlen Árpád-házi nagyúr. Valóság 52 (2009)/5. 30–59.
62. Szabados, György: Attila and Mátyás – paralells and Contemplations. State-idea versus deep morality – haunting and lurking fratricides. Bárány, Attila – Györkös, Attila eds. Matthias and his legacy. Cultural and Political Encounters between East and West.Debrecen, 2009. 55–62.
63. Szabados, György: Constança d’Aragó, reina d’Hongria. Sarobe, Ramon – Tóth, Csaba ed. Princeses de terres llunyanes. Catalunya i Hongria a l’edat mitjana. Catàleg. [Barcelona], 2009. 165–177.
64. Szabados György: Aragóniai Konstancia magyar királyné. Sarobe, Ramon – Tóth Csaba szerk. Királylányok messzi földről. Magyarország és Katalónia a középkorban. Katalógus. Budapest, 2009. 163–175.
65. Szabados György: Korai történelmünk szemlélete a XVIII. század végéig. Molnár Ádám szerk. Csodaszarvas. Őstörténet, vallás és néphagyomány. III. kötet. Budapest, 2009. 125–143.
66. Szabados György: Szabálytalan széljegyzetek Vásáry István új tanulmánykötetéhez. Molnár Ádám szerk. Csodaszarvas. Őstörténet, vallás és néphagyomány. III. kötet. Budapest, 2009. 177–187.
67. Szabados György: Az állami emlékezet emberi határai. A korai magyar gesták irányultságáról és időrétegeiről. Margonauták. Írások Margócsy István 60. születésnapjára. I. rész. Szerkesztők: Csörsz Rumen István – Hegedüs Béla – Vaderna Gábor. Budapest, 2009. 476–482. http://rec.iti.mta.hu/rec.iti
68. Szabados György: Árpád nemzetsége a magyar trónon. Hitel 22 (2009)/7. 87–100.
69. Szabados György: Alkotói egyéniségek és közös irányultságok. Rövid áttekintés a magyar krónikaszerkesztések néhány forrásproblémájáról. Acta Historica CXXX. Szeged, 2009. 3–14.
70. Szabados, György: The yearbook as a genre of the Hungarian Jesuit historiography in the 17th–18th centuries (abstract). Litteras et artes nobis traditas excolere. Societas Internationalis Studiis Neolatinis Provehendis – International Association for Neo-Latin Studies. Uppsala, 2009. 144–145.
71. Szabados György: Péterffy Károly (szócikk). Kőszeghy Péter főszerk.: Magyar Művelődéstörténeti Lexikon. Középkor és kora újkor IX. Budapest, 2009. 162.
72. Szabados György: Veszprémy László: Lovagvilág Magyarországon (könyvismertetés). Századok 143 (2009). 1506–1511.
73. Szabados György: Thoroczkay Gábor: Írások az Árpád-korról (könyvismertetés). Századok 143 (2009). 1511–1514.
74. Szabados György: Az állam-fogalom középkori létjogosultságáról. G. Tóth Péter – Szabó Pál szerk.: Középkortörténeti tanulmányok6. Szeged, 2010. 203–213.
75. Szabados György: A magyarok bejövetelének hadtörténeti szempontú újraértékelése. Hadtörténelmi Közlemények 123 (2010). 215–235.
76. Szabados György: The Hungarian National Defense during the German Wars 1030–1052. Chronica. Annual Of The Institute Of History – University Of Szeged. Volume 6. 2006 [2010]. 72–81.
77. Szabados György: Az évkönyv mint a 17–18. századi magyar jezsuita történetírás műfaja. Az államtörténettől az állam történetéig. Tegyey Imre szerk.: Classica – Mediaevalia – Neolatina V. Ab Uppsalia usque ad Debrecinum. A Neolatin Tanulmányok Nemzetközi Társasága (IANLS) XIV. Nemzetközi Kongresszusa (Uppsala, 2009. augusztus 2–9.) magyar előadóinak dolgozata magyarul (Debrecen, 2009. november 26–27.) Debrecini, 2010. 89–103.
78. Szabados György: Ünődbeli asszony. A turulmonda újraértelmezésének két ellenpróbája. Csörsz Rumen István szerk.: Ghesaurus. Tanulmányok Szentmátoni Szabó Géza hatvanadik születésnapjára. Budapest, 2010. 23–34.
79. Szabados György: Egy régész történetiségéről. Kritikai észrevételek Fodor István újabb írásai kapcsán. „Fons, skepsis, lex” Ünnepi tanulmányok a 70 esztendős Makk Ferenc tiszteletére. Szerkesztette: Almási Tibor – Révész Éva – Szabados György. Szegedi Középkorász Műhely. Szeged, 2010. 403–415.
80. Szabados, György: Fountain of renewal – The roots of the critical Hungarian Historiography in the Seventeenth Century. Acta Conventus Neo-Latini Budapestiensis. Proceedings of the Thirteenth International Congress of Neo-Latin Studies. Budapest, 6–12 August 2006. General editor: Schnur, Rhoda. Tempe, 2010. 731–736. (Medieval and Renaissance Texts and Studies. Volume 386)
81. Szabados, György: Obraz Arpáda ako panovníka starých Maďarov (The Image of Árpád as a Ruler of Old Magyars). Kultúrne Dejiny 2010/2. 251–265.
82. Szabados György: Az első magyar nagyfejedelemről. Egy negyed évezredes historiográfiai vita tanulságai. Aktualitások a magyar középkorkutatásban. Szerkesztette Font Márta – Fedeles Tamás – Kiss Gergely. Pécs, 2010. 203–227.
83. Szabados György: Katona István történetírása és az Árpád-ház fogalma. Álmos vagy Árpád? Élet És Tudomány 55 (2010). 1. szám 6–8.
84. Szabados György: Önazonosság-tudat és történelmi jövő (Három példa). Hitel 23 (2010)/2. 29–36.
85. Szabados György: Egy királylány messzi földről (Az első magyar–katalán uralkodói házasságról). Tiszatáj 64 (2010)/8. 81–86.
86. Szabados György: Négyszögletes kerek évszám. 1111 éve, 899. szeptember 24-én volt a brentai csata. Hitel 23 (2010)/9. 75–80.
87. Szabados György: Schwandtner, Johann Georg von (szócikk). Kőszeghy Péter főszerk.: Magyar Művelődéstörténeti Lexikon. Középkor és kora újkor X. Budapest, 2010. 265–267.
88. Szabados György: Katona István (1732–1811) – Előszó a történeti irodalomról (1778) (fordítás). Tüskés Gábor szerk.: Magyarországi gondolkodók 18. század. Bölcsészettudományok I. Budapest, 2010. 716–725.
89. Szabados György – Csörsz Rumen István: Katona István (1732–1811) – Előszó a történeti irodalomról (1778) (jegyzetek). Tüskés Gábor szerk.: Magyarországi gondolkodók 18. század. Bölcsészettudományok I. Budapest, 2010. 1030–1035.
90. Szabados György: Lethenyei János (1723–1804) – Anonymus azaz Béla királynak Nevetlen Íródeákja (1790) (jegyzetek). Tüskés Gábor szerk.: Magyarországi gondolkodók 18. század. Bölcsészettudományok I. Budapest, 2010. 1040–1042.
91. Szabados, György: On the Justification of the Medieval Term ’State’. Vida, Beáta ed.: Church and Ethnicity in History. Ostrava, 2011. 30–39.
92. Szabados György: Az állami és a nemzeti identitás történetiségéről és időszerűségéről. Hitel 24 (2011)/2. 13–23.
93. Szabados György: Az állami és a nemzeti identitás történetiségéről és időszerűségéről. Rosonczy Ildikó szerk.: Az év esszéi 2011. Budapest, 2011. 192–212.
94. Szabados György: Hóman Bálint, a korai magyar állam és ethnogenezis kutatója. Ujváry Gábor szerk.: Történeti átértékelés. Hóman Bálint, a történész és a politikus. Budapest, 2011. 19–39.
95. Szabados György: Magyar államalapítás a IX. században. Államszervezési modellek a „De Administrando Imperio” szövegében. Acta Historica CXXXII. Szeged, 2011. 3–19.
96. Szabados György: Thuróczy János (szócikk). Kőszeghy Péter főszerk.: Magyar Művelődéstörténeti Lexikon XII. Budapest, 2011. 25–26.
97. Szabados György: Turóczi László (szócikk). Kőszeghy Péter főszerk.: Magyar Művelődéstörténeti Lexikon XII. Budapest, 2011. 164–165.
98. Szabados György: turulmonda (szócikk). Kőszeghy Péter főszerk.: Magyar Művelődéstörténeti Lexikon XII. Budapest, 2011. 165–167.
99. Szabados György: csillagászati nyelvészet (szócikk). Bartók István – Csörsz Rumen István – Jankovics József – Szentmártoni Szabó Géza szerk.: Magyar Művelődéstörténeti Lexikon LX. minden kor. Budapest, 2011. 50–51.
100. Szabados György: etnogenezis (szócikk). Bartók István – Csörsz Rumen István – Jankovics József – Szentmártoni Szabó Géza szerk.: Magyar Művelődéstörténeti Lexikon LX. minden kor. Budapest, 2011. 64–65.
101. Szabados György: középkori állam (szócikk). Bartók István – Csörsz Rumen István – Jankovics József – Szentmártoni Szabó Géza szerk.: Magyar Művelődéstörténeti Lexikon LX. minden kor. Budapest, 2011. 114–115.
102. Szabados György: Nagymorva Birodalom (szócikk). Bartók István – Csörsz Rumen István – Jankovics József – Szentmártoni Szabó Géza szerk.: Magyar Művelődéstörténeti Lexikon LX. minden kor. Budapest, 2011. 163–165.
103. Szabados György: Körérvelés helyett… A magyarok bejövetelének újraértelmezése az írott források alapján. Bíró Szilvia – Tomka Péter szerk.: Hadak útján. A népvándorlás kor kutatóinak XIX. konferenciája. Győr, 2011. 193–199.
104. Szabados György: Államszervezési modell a De administrando imperio szövegében. Petkes Zsolt szerk.: Hadak útján XX. Népvándorláskor Fiatal Kutatóinak XX. Összejövetelének konferenciakötete. Budapest, 2012. 195–204.
105. Szabados György: Avar pusztalakók és birodalmi nagymorvák. A 9. századi Kárpát-medence politikai és ethnikai viszonyairól. Kiss P. Attila – Piti Ferenc – Szabados György szerk.: Középkortörténeti tanulmányok 7. A VII. Medievisztikai PhD-konferencia (Szeged, 2011. június 1–3.) előadásai. Szeged, 2012. 219–235.
106. Szabados, György: The annals as a genre of Hungarian Jesuit historiography in the 17th–18th centuries. From the state history to the history of the state. Acta Conventus Neo-Latini Upsaliensis. General editor: Steiner-Weber, Astrid. Editors: Coroleu, Alejandro – Defilippis, Domenico – Green, Roger – Rädle, Fidel – Rees, Valery – Sacré, Dirk – Woods, Marjorie – Wulf, Christine. Volume Two. Leiden–Boston, 2012. 1067–1075.
107. Szabados György: Attila-ős, a sólyomforma madár és a fehér elefánt. Czövek Judit – Dyekiss Virág – Szilágyi Zsolt szerk.: Világügyelő. Tanulmányok Hoppál Mihály 70. születésnapjára. Budapest, 2012. 416–425.
108. Szabados György: Magyar államszervezet a X. században. Kovács Szilvia – Révész Éva szerk.: Műhelyszemináriumi dolgozatok I. Szeged, 2013. 85–129.
109. Szabados György: Egy steppe-állam Európa közepén: Magyar Nagyfejedelemség. (A steppe-state in Central Europe: The Hungarian Great Principality). Dolgozatok az Erdélyi Múzaum Érem- és Régiségtárából. Új sorozat VI–VII. (XVI–XVII.) kötet. 2011–2012. Kolozsvár, 2013. 119–150.
110. Szabados György: Állam és ethnosz a IX–X. századi magyar történelemben. Acta Historica CXXXV. Szeged, 2013. 3–24.
111. Szabados György: Szent István király ellenfeleiről. Balogh Elemér – Homoki-Nagy Mária szerk.: Ünnepi kötet Dr. Blazovich László egyetemi tanár 70. születésnapjára. Acta Universitatis Szegediensis. Acta Juridica et Politica. Tomus LXXV. Szeged, 2013. 609–621.
112. Szabados György: Identitásformák és hagyományok. Ferencz Attiláné Szőcs Éva – Gazda József – Szabó Etelka szerk.: Kőrösi Csoma Sándor. Mi a magyar? Sepsiszentgyörgy, 2014. 151–156.
113. Szabados György: A legyőzött magyarok mint hódítók? A De Administrandi Imperio és a népvándorlások antik modellje. Olajos Terézia szerk.: A Kárpát-medence, a magyarság és Bizánc. The Carpathian Basin, the Hungarians and Byzantium. Szeged, 2014. (Acta Universitatis Szegediensis. Opuscula Byzantina XI.) 259–275.
114. Szabados György: A korai magyar államiság és időszerűsége. Századvég. Új folyam 73. szám. 2014/3. 127–163.
115. Szabados György: Jezsuita „sikertörténet” (1644–1811). A magyar történettudomány konzervatív megteremtőiről. Tóth Gergely szerk.: Clio inter arma. Tanulmányok a 16–18. századi magyarországi történetírásról. (Fodor Pál szerk.: Magyar történelmi emlékek. Értekezések.) Budapest, 2014. 203–226.
116. Szabados György: Identitásformák és hagyományok. Sudár Balázs – Szentpéteri József – Petkes Zsolt – Lezsák Gabriella – Zsidai Zsuzsanna szerk.: Magyar őstörténet. Tudomány és hagyományőrzés. Budapest, 2014. 289–305. (Vásáry István – Fodor Pál szerk.: MTA BTK MŐT Kiadványok 1.)
117. Szabados György: Avar–magyar találkozó. Helyszín, időpont? Balogh Csilla – Petkes Zsolt – Sudár Balázs – Zsidai Zsuzsanna szerk.: … in nostra lingua Hringe nominant. Tanulmányok Szentpéteri József 60. születésnapja tiszteletére. Budapest–Kecskemét, 2015. 121–141.
118. Szabados György: „Termékeny bizonytalanság” – Észrevételek a „kettős honfoglalás” elméletéről. Acta Historica CXXXVIII. Szeged, 2015. 3–15.
119. Szabados György: A régi magyar szállásterületekről. Sudár Balázs szerk.: Magyar őstörténet 2. Magyarok a honfoglalás korában. Budapest, 2015. 126–136.
120. Szabados György: A korai magyar államiságról. Sudár Balázs szerk.: Magyar őstörténet 2. Magyarok a honfoglalás korában. Budapest, 2015. 159–170.
121. Szabados György: Mítoszok és történetek Álmosról és Árpádról. Hubbes László – Povedák István szerk.: Már a múlt sem a régi… Az új magyar mitológia multidiszciplináris elemzése. Szeged, 2015. 84–96.
122. Szabados György: Attila népe. A magyar–hun rokonság értelmezései történelmünkben. Magyar Nemzet 79. évfolyam, 2016. február 13. 28.
123. Szabados György: Álmos és Árpád. Rubicon 27 (2016)/7. 30–35.
124. Szabados György: Korona és áldás. Magyar Hírlap 49. évfolyam, 2016. augusztus 19. II–III.
125. Szabados György: A halál és az Árpád-ház. Kilencszáz éve hunyt el Könyves Kálmán – XII. századi magyar királydrámák. Magyar Nemzet 79. évfolyam, 2016. szeptember 27. 17.
126. Szabados György: Vázlat a magyar honfoglalás Kárpát-medencei hátteréről. Kovács László – Révész László főszerk.: Népek és kultúrák a Kárpát-medencében. Tanulmányok Mesterházy Károly tiszteletére. Budapest, 2016. 629–648.
127. Szabados György: Avarok eltűnőben, avagy a hasonulás három fokozatáról. Csécs Teréz – Takács Miklós szerk.: Beatus homo qui invenit sapientiam. Ünnepi kötet Tomka Péter 75. születésnapjára. Győr, 2016. 671–686.
128. Szabados György: A déli „Megale Moravia” kérdése. Sudár Balázs – Petkes Zsolt szerk.: Magyar őstörténet 4. Honfoglalás és megtelepedés. Budapest, 2016. 55.
129. Szabados György: Könyves Béla király? Egy székesfehérvári királysír azonosításáról. Alba Regia C Sorozat 44 (2016). 193–204.
130. Szabados György: „Szkítia három tartománya”. Szanka Brigitta – Szolnoki Zoltán – Juhász Péter szerk.: Középkortörténeti tanulmányok 9. A IX. Medievisztikai PhD-konferencia (Szeged, 2015. június 17–19.) előadásai. Szeged, 2017. 285–301.
131. Szabados György: Szkítia három tartományáról – A magyar krónikás hagyomány egy fejezete. Valóság 60 (2017)/9. 12–21.
132. Szabados György: Szent László élete és országlása. Rubicon 28 (2017)/9. 4–13.
133. Szabados György: Hadviselő steppe-állam a Kárpát-medencében és azon kívül. A 10. századi Magyar Nagyfejedelemség szerkezetéről és katonai tevékenységéről. Merva Szabina szerk.: Hadak Útján XXII. A népvándorláskor fiatal kutatóinak XXII. konferenciája. Visegrád, 2012. október 2–4. Visegrád, 2017. 437–460. (Altum Castrum. A visegrádi Mátyás Király Múzeum füzetei 9.)
134. Szabados György: Hagyomány, emlékezet és kritika a korai magyar történetírásban. Czövek Judit – Szulovszky János szerk.: Közvetítő. Tanulmányok Hoppál Mihály 75. születésnapjára. Budapest, 2017. 259–274.
135. Szabados, György: On the origin-myth of Álmos Great Prince of Hungary. Shamanhood and Mythology. Archaic Techniques of Ecstasy and Current Techniques of Research. In Honour of Mihály Hoppál celebrating his 75th Birthday. Edited by Attila Mátéffy and György Szabados. With the assistance and proofreading of Tamás Csernyei. Budapest, 2017. 433–448.
136. Szabados György: Országot egy fehér lóért. A „Pannóniai Ének” forrásértékéről. Sudár Balázs szerk.: Dentumoger I. Tanulmányok a korai magyar történelemről. Budapest, 2017. 313–340.
137. Szabados György: Székesfehérvár új Árpád-kori történetéről. Zsoldos Attila – Thoroczkay Gábor – Kiss Gergely: Székesfehérvár története az Árpád-korban. Székesfehérvár, Városi Levéltár és Kutatóintézet, 2016. (Székesfehérvár története I. Sorozatszerkesztő: Csurgai Horváth József) 366 p. (könyvkritika). Alba Regia C Sorozat 45 (2017). 489–494.
138. Szabados György: A kettős honfoglalás elméletéről. Veress Emőd szerk.: Erdély jogtörténete. Kolozsvár, 2018. 78–82.
139. Szabados György: A Magyar Nagyfejedelemség kora (850 k. – 1000). Veress Emőd szerk.: Erdély jogtörténete. Kolozsvár, 2018. 82–93, 95–98.
140. Olasz, Judit – Seidenberg, Verena – Hummel, Susanne – Szentirmay, Zoltán – Szabados, György – Melegh, Béla – Kásler, Miklós: DNA profiling of Hungarian King Béla III and other skeletal remains originating from the Royal Basilica of Székesfehérvár. Archaeological and Anthropological Sciences 10 (2018). 1–13.(https://doi.org/10.1007/s12520-018-0609-7)
141. Szabados György: Folytonosság és/vagy találkozás? „Avar” és „magyar” a 9. századi Kárpát-medencében. Hága Tamara Katalin – Kolozsi Barbara szerk.: Sötét idők túlélői. A kontinuitás fogalma, kutatásának módszerei az 5–11. századi Kárpát-medencében. Debrecen, 2018. 227–253. (Tempora Obscura 4.)
142. Szabados György: Inchofer Menyhért történetírásáról a Szent István-i életmű kapcsán. Kincses Katalin Mária szerk.: Hadi és más nevezetes történetek. Tanulmányok Veszprémy László tiszteletére. Budapest, 2018. 513–518.
143. Szabados György: Rokonok rivalizálása. Árpád-házi Koppány és István ellentétéről. Korunk 29 (2018)/2. 3–10.
144. Szabados, György: Magyar – Naming Persons, Places, Communities. Hungarian Historical Review 7 (2018)/1. 82–97.
145. Mayer János – Szabados György: In memoriam Makk Ferenc (1940–2018). Bajai Honpolgár. Baja és környéke honismereti és kulturális folyóirata. 29 (2018)/6. 8–9.
146. Szabados György: Pápai dekretális Imre herceg megkeresztelésének kérdéséről (bevezetés, fordítás, jegyzetek). Thoroczkay Gábor szerk.: Írott források az 1116–1205 közötti magyar történelemről. Szeged, 2018. 196–197.
147. Szabados György: Fejedelmünk Koppány! István király alternatívája. Rubicon 29 (2018)/10. 76–81.
148. Szabados György: Romok között porló tetemek. Magyar Hírlap 52. évfolyam. 2019. január 10. 9.
149. Szabados György: A „kettős honfoglalás” elmélete az írott kútfők tükrében. Bajai Honpolgár. Baja és környéke honismereti és kulturális folyóirata. 30 (2019)/7–8. 28–30.
150. Szabados György: „Országnak nagy örömével” – Szent István székesfehérvári koronázásáról. Alba Regia C Sorozat 47 (2019). 105–116.
151. Kásler Miklós – Szabados György: Második fejezet. Történeti háttér. A Turul-nemzetségtől a szent királyok nemzetségéig. Kásler Miklós – Szentirmay Zoltán szerk.: A Mátyás-templomban elhelyezett Árpád-házi csontvázak azonosítása. Történészi, régészeti, antropológiai, radiológiai, morfológiai, radiokarbon kormeghatározási és genetikai adatok felhasználásával. Budapest, 2019. 23–42.
152. Biczó Piroska – Gődény Mária – Szabados György – Szentirmay Zoltán: Harmadik fejezet. Régészeti, antropológiai és radiológiai adatok. Kásler Miklós – Szentirmay Zoltán szerk.: A Mátyás-templomban elhelyezett Árpád-házi csontvázak azonosítása. Történészi, régészeti, antropológiai, radiológiai, morfológiai, radiokarbon kormeghatározási és genetikai adatok felhasználásával. Budapest, 2019. 43–76.
153. Szabados, György: The origins and the transformation of the early Hungarian state. Miljan, Suzana – B. Halász, Éva – Simon, Alexandru eds.: Reform and Renewal in Medieval East and Central Europe: Politics, Law and Society Minerva III. Acta Europaea, vol. 15, Studies in Russia and Eastern Europe, vol. 14. Cluj-Napoca – Zagreb – London, 2019. 9–30.